# Hennigmyia ortizi
Hennigmyia ortizi är en tvåvingeart som beskrevs av Peris 1967. Hennigmyia ortizi ingår i släktet Hennigmyia och familjen husflugor. Inga underarter finns listade i Catalogue of Life.